# إيدي غودن
إيدي غودن هو لاعب هوكي الجليد كندي، ولد في 29 مارس 1957.

## وصلات خارجية
- إيدي غودن على موقع دوري الهوكي الوطني (الإنجليزية)
- إيدي غودن على موقع قاعة مشاهير الهوكي (لاعب أن.إتش.أل) (الإنجليزية)
- إيدي غودن على موقع EliteProspects.com (الإنجليزية)
- إيدي غودن على موقع HockeyDB.com (الإنجليزية)
- إيدي غودن على موقع Hockey-Reference.com (الإنجليزية)